# Triphosa umbrifacta
Triphosa umbrifacta är en fjärilsart som beskrevs av Louis Beethoven Prout 1923. Triphosa umbrifacta ingår i släktet Triphosa och familjen mätare. Inga underarter finns listade i Catalogue of Life.